# Filozofija religije
Filozofija religije je grana filozofije koja se bavi filozofskim proučavanjem religije, uključujući probleme postojanja i naravi Boga, religioznog jezika, čuda, molitve, postojanja zla, odnosa među različitim religijama, odnosa između religije i ostalih vrijednosnih sustava (znanost, etika...).